# Konstantin Kowałenko
Konstantin Kowałenko (ukr. Костянтин Коваленко, ur. 23 listopada 1989 r., Kijów) – ukraiński dziennikarz i osoba publiczna, autor dziennikarstwa śledczego. W 2012 r. został uprowadzony w Berdyczowie za ujawnienie faktu przekupstwa wyborców.

## Biografia
Urodzony 23 listopada 1989 r. w Kijowie. W 2007 roku ukończył Liceum nr 240 w dzielnicy Obolon. Wnuk Bohatera Związku Radzieckiego Nikołaja Cybulskiego. W 2011 roku ukończył Kijowski Narodowy Uniwersytet im. Tarasa Szewczenki z dyplomem dziennikarstwa. Ukończył także studia prawnicze na Kijowskim Uniwersytecie Prawa w Narodowej Akademii Nauk Ukrainy. Członek międzynarodowej organizacji młodzieżowej AIESEC.
Karierę zawodową rozpoczął jako dziennikarz w 2006 roku w gazecie „Ukraiński Football”. Od 2008 r. dziennikarz kanału informacyjnego „UA:Perszyj”, dziennikarz grupy medialnej Głos UA. Od 2013 dziennikarz UNN i UNIAN.
Jest aktywnym uczestnikiem posiedzeń Rady Miasta Kijowa. Skrytykował działalność Łeonida Czernioweckiego i jego zespołu jako burmistrza Kijowa.

## Skandal porwania
Podczas wyborów parlamentarnych w 2012 r. Kowałenko przeprowadził dochodzenie w 63 dzielnice wyborczej w Berdyczowie (obwód żytomierski). Wykrył i zanotował fakt masowego przekupstwa wyborców kandydata na posła Ludowej Ukrainy Mykoły Petrenka (w tym czasie doradcy premiera Ukrainy). W nocy 16 października dziennikarz został uprowadzony i pobity przez nieznane osoby. Po próbie ujawnienia informacji mediom Konstantin Kowałenko został ponownie zaatakowany przez nieznanych ludzi na ulicy. Po tym, jak przekupienie wyborców i pobicie dziennikarza zyskały rozgłos w mediach, w dniu 19 października pojawiło się rozkaz premiera Ukrainy Mykoły Azarowa, premier odwołał Petrenkę ze stanowiska doradcy APC, podpisanego 15 października (za 1 dzień przed uprowadzeniem dziennikarza). Sam Petrenko odmówił komentarza na temat swojego zaangażowania w bicie.